# Liste des combats professionnels de Mike Tyson
Cette page détaille la liste des combats professionnels de Mike Tyson.
Le boxeur américain a combattu 58 fois en professionnels, pour 50 victoires, dont 44 KO. Il a perdu 6 combats et 2 furent déclarés sans décisions  (No contest (combat sports) (en)). Tyson a remporté ses 19 premiers combats avant la limite. 
Le 22 novembre 1986, après sa victoire sur Trevor Berbick, il remporte la ceinture WBC et devient ainsi le plus jeune champion du monde poids lourds de l'histoire de la boxe (20 ans, 4 mois et 23 jours). Il devient ensuite champion du monde WBA en 1987 en battant James Smith aux points. La même année, en août, il devient champion du monde IBF réunifiant ainsi le titre en l'emportant aux points par décisions unanimes contre Tony Tucker.
Mike Tyson conserve son titre jusqu'au 11 février 1990, jour de sa première défaite en professionnel, battu au 10e round par Buster Douglas. Tyson redevient champion du monde des poids lourds WBC le 16 mars 1996 contre Frank Bruno mais renonce à ce titre le 24 septembre.
Entre-temps, il est redevenu champion du monde WBA le 7 septembre 1996 en battant Bruce Seldon, ceinture qu'il perd le 9 novembre en étant battu par Evander Holyfield. Le combat revanche a lieu le 28 juin 1997. Tyson est disqualifié au 3e round après avoir mordu 2 fois l'oreille de son adversaire.
Mike Tyson dispute un dernier championnat du monde (les ceintures IBF, IBO et WBC sont en jeu) qu'il perd contre Lennox Lewis le 8 juin 2002.

## Liste des combats professionnels
| Abréviations : TKO = KO technique • RTD = abandon • DSQ = disqualification • UD = décision aux points unanime • SD = décision aux points partagée • MD = décision aux points majoritaire |          |                         |      |               |                   |                         | |
| Résultat | Palmarès | Adversaire              | Type | Round, Temps  | Date              | Lieu                    | Notes |
| Défaite | 50-6     | Kevin McBride           | TKO  | 6 (10), 3:00  | 11 juin 2005      | Washington              | Dernier combat de Mike Tyson. L'entraîneur de Tyson, Jeff Fenech, demande l'arrêt du combat après la 6e reprise, devant l'incapacité de son boxeur à reprendre le combat, pour cause d'épuisement. |
| Défaite | 50-5     | Danny Williams (en)     | KO   | 4 (10), 2:51  | 30 juillet 2004   | Louisville              | À 30 secondes restantes dans la 1re reprise, Tyson se fit une entorse du genou gauche. Il fut mis KO dans la quatrième reprise et déclara par la suite qu'il avait des difficultés à rester debout après sa blessure. Quatre jours plus tard, il subit une intervention chirurgicale au genou. |
| Victoire | 50-4     | Clifford Etienne        | KO   | 1 (10), 0:49  | 22 février 2003   | Memphis                 | |
| Défaite | 49-4     | Lennox Lewis            | KO   | 8 (12), 2:25  | 8 juin 2002       | Memphis                 | Titres IBF/IBO/WBC des poids lourds en jeu. |
| Victoire | 49-3     | Brian Nielsen           | TKO  | 7 (10), 3:00  | 13 octobre 2001   | Copenhague (Danemark)   | |
| Sans décision | 48-3     | Andrew Gołota           |      | 3 (10)        | 20 octobre 2000   | Auburn Hills            | À l'origine une victoire pour Tyson dans la deuxième reprise, après que Gołota refuse de reprendre le combat, la rencontre a été déclarée sans décision par la commission athlétique de l'État du Nevada, après que Tyson fut testé positif à la marijuana. |
| Victoire | 48-3     | Lou Savarese (en)       | TKO  | 1 (10), 0:38  | 24 juin 2000      | Glasgow (Écosse)        | Match débutant agressivement pour Tyson qui d'emblée, met deux fois au tapis son adversaire. Après 38 secondes de combat dans la première reprise, l'arbitre arrête le combat jugeant Tyson trop puissant pour Savarese. |
| Victoire | 47-3     | Julius Francis (en)     | TKO  | 2 (10), 1:03  | 29 janvier 2000   | Manchester (Angleterre) | En moins de deux minutes, Tyson met à terre quatre fois Francis. Le combat fut arrêté au cinquième KO par l'arbitre, jugeant impossible pour Francis de revenir à la hauteur de Tyson. |
| Sans décision | 46-3     | Orlin Norris            |      | 1 (10), 3:00  | 23 octobre 1999   | Las Vegas               | Norris se blesse au genou après avoir reçu un coup de poing de Tyson après la cloche. |
| Victoire | 46-3     | Francois Botha          | KO   | 5 (10), 2:59  | 16 janvier 1999   | Las Vegas               | |
| Défaite | 45-3     | Evander Holyfield       | DSQ  | 3 (12)        | 28 juin 1997      | Las Vegas               | Titre WBA des poids lourds en jeu. Tyson disqualifié pour avoir mordu deux fois les oreilles de Holyfield dans la troisième reprise. |
| Défaite | 45-2     | Evander Holyfield       | TKO  | 11 (12), 0:37 | 9 novembre 1996   | Las Vegas               | Perd le titre WBA des poids lourds. |
| Victoire | 45-1     | Bruce Seldon            | TKO  | 1 (12), 1:49  | 7 septembre 1996  | Las Vegas               | Tyson remporte le titre poids lourds WBA. Le titre WBC n'est pas en jeu. Tyson renonce au titre WBC le 24 septembre. |
| Victoire | 44-1     | Frank Bruno             | TKO  | 3 (12), 0:50  | 16 mars 1996      | Las Vegas               | Remporte le titre WBC des poids lourds. |
| Victoire | 43-1     | Buster Mathis, Jr. (en) | KO   | 3 (12), 2:32  | 16 décembre 1995  | Philadelphie            | |
| Victoire | 42-1     | Peter McNeeley (en)     | DSQ  | 1 (10)        | 19 août 1995      | Las Vegas               | McNeeley est disqualifié après l'entrée de son manageur sur le ring. |
| Victoire | 41-1     | Donovan Ruddock         | UD   | 12            | 28 juin 1991      | Las Vegas               | Le combat revanche est aussi brutal que la première rencontre : Ruddock a la mâchoire fracturée et Tyson un tympan perforé. |
| Victoire | 40-1     | Donovan Ruddock         | TKO  | 7 (12), 2:22  | 18 mars 1991      | Las Vegas               | L'issue du combat est controversée, l'arbitre Richard Steele stoppe Ruddock dans la 7e reprise après une série alors que celui-ci semble apte à continuer le combat. |
| Victoire | 39-1     | Alex Stewart (en)       | TKO  | 1 (10), 2:27  | 8 décembre 1990   | Atlantic City           | Le combat est stoppé par l'arbitre après que Stewart a été mis knockdown trois fois dans la première reprise. |
| Victoire | 38-1     | Henry Tillman           | KO   | 1 (10), 2:47  | 16 juin 1990      | Las Vegas               | Tyson prend sa revanche sur l'homme qui l'avait battu à deux reprises chez les amateurs. |
| Défaite | 37-1     | Buster Douglas          | KO   | 10 (12) 1:23  | 11 février 1990   | Tokyo                   | Première défaite de Tyson en professionnel qui perd les titres IBF/WBA/WBC des poids lourds. Le lendemain du combat, Don King tente de faire inverser le résultat soutenu par le président de la WBC, José Sulaimán et le président de la WBA Gilberto Mendoza en faisant valoir que l'arbitre du combat le mexicain Octavio Meyran a dans la 8e reprise, compté Douglas « à terre » durant 14 secondes (au lieu des 10 réglementaire). Ce dernier a alors reconnu qu'à ce moment là du combat, il aurait dû accorder la victoire par KO à Tyson. Finalement le 13 février, la WBC et la WBA reconnaissent la victoire de Douglas (on apprendra plus tard que la British Boxing Board of Control et différentes commissions de boxe des États-Unis avaient menacer de se retirer de la WBC si l'organisation ne l'avait pas fait)[réf. nécessaire]. |
| Victoire | 37-0     | Carl Williams (en)      | TKO  | 1 (12), 1:33  | 21 juillet 1989   | Atlantic City           | Conserve les titres IBF/WBA/WBC des poids lourds. |
| Victoire | 36-0     | Frank Bruno             | TKO  | 5 (12), 2:55  | 25 février 1989   | Las Vegas               | Conserve les titres IBF/WBA/WBC des poids lourds. |
| Victoire | 35-0     | Michael Spinks          | KO   | 1 (12), 1:31  | 27 juin 1988      | Atlantic City           | Conserve les titres IBF/WBA/WBC des poids lourds. |
| Victoire | 34-0     | Tony Tubbs              | TKO  | 2 (12), 2:54  | 21 mars 1988      | Tokyo                   | Conserve les titres IBF/WBA/WBC des poids lourds. |
| Victoire | 33-0     | Larry Holmes            | TKO  | 4 (12), 2:55  | 22 janvier 1988   | Atlantic City           | Conserve les titres IBF/WBA/WBC des poids lourds. Tyson inflige à cette occasion à Holmes la seule défaite par ko de sa carrière. |
| Victoire | 32-0     | Tyrell Biggs            | TKO  | 7 (15), 2:59  | 16 octobre 1987   | Atlantic City           | Conserve les titres IBF/WBA/WBC des poids lourds. Tyson détestait pour sa part Biggs qui avait été sélectionné à sa place pour représenter les États-Unis dans la catégorie des super-lourds aux Jeux olympiques d'été de 1984 et avait remporté la médaille d'or. |
| Victoire | 31-0     | Tony Tucker             | UD   | 12            | 1er août 1987     | Las Vegas               | Remporte le titre IBF et conserve les titres WBA/WBC des poids lourds devenant le champion unifié des poids lourds. |
| Victoire | 30-0     | Pinklon Thomas          | TKO  | 6 (12), 2:00  | 30 mai 1987       | Las Vegas               | Conserve les titres WBA/WBC des poids lourds. |
| Victoire | 29-0     | James Smith             | UD   | 12            | 7 mars 1987       | Las Vegas               | Remporte le titre WBA des poids lourds et conserve son titre WBC. |
| Victoire | 28-0     | Trevor Berbick          | TKO  | 2 (12), 2:35  | 22 novembre 1986  | Las Vegas               | Remporte le titre WBC des poids lourds et devient le plus jeune boxeur poids-lourd à avoir remporté un titre mondial. |
| Victoire | 27-0     | Alfonso Ratliff         | TKO  | 2 (10), 1:41  | 6 septembre 1986  | Las Vegas               | |
| Victoire | 26-0     | José Ribalta            | TKO  | 10 (10)       | 17 août 1986      | Atlantic City           | |
| Victoire | 25-0     | Marvis Frazier (en)     | KO   | 1 (10), 0:30  | 26 juillet 1986   | Glens Falls             | |
| Victoire | 24-0     | Lorenzo Boyd            | KO   | 2 (10), 1:43  | 11 juillet 1986   | Swan Lake               | |
| Victoire | 23-0     | William Hosea           | KO   | 1 (10), 2:03  | 28 juin 1986      | Troy                    | |
| Victoire | 22-0     | Reggie Gross            | TKO  | 1 (10), 2:36  | 13 juin 1986      | New York                | |
| Victoire | 21-0     | Mitch Green             | UD   | 10            | 20 mai 1986       | New York                | |
| Victoire | 20-0     | James Tillis (en)       | UD   | 10            | 3 mai 1986        | Glens Falls             | |
| Victoire | 19-0     | Steve Zouski            | KO   | 3 (10), 2:39  | 10 mars 1986      | Uniondale               | 19e victoire par KO en 19 combats. |
| Victoire | 18-0     | Jesse Ferguson (en)     | TKO  | 6 (10), 1:19  | 16 février 1986   | Troy                    | Ferguson disqualifié au 6e round pour ne pas avoir voulu se décrocher de Tyson (non-combativité) |
| Victoire | 17-0     | Mike Jameson            | TKO  | 5 (8), 0:46   | 24 janvier 1986   | Atlantic City           | |
| Victoire | 16-0     | David Jaco (en)         | TKO  | 1 (10), 2:16  | 11 janvier 1986   | Albany                  | |
| Victoire | 15-0     | Mark Young              | TKO  | 1, 0:50       | 27 décembre 1985  | Latham                  | |
| Victoire | 14-0     | Sammy Scaff             | TKO  | 1 (10), 1:19  | 6 décembre 1985   | New York                | |
| Victoire | 13-0     | Conroy Nelson           | TKO  | 2             | 22 novembre 1985  | Latham                  | |
| Victoire | 12-0     | Eddie Richardson        | KO   | 1, 1:17       | 13 novembre 1985  | Houston                 | |
| Victoire | 11-0     | Sterling Benjamin       | TKO  | 1, 0:54       | 1er novembre 1985 | Latham                  | |
| Victoire | 10-0     | Robert Colay            | KO   | 1 (8), 0:37   | 25 octobre 1985   | Atlantic City           | |
| Victoire | 9-0      | Donnie Long             | TKO  | 1 (6), 1:28   | 9 octobre 1985    | Atlantic City           | |
| Victoire | 8-0      | Michael Johnson         | KO   | 1 (6), 0:39   | 5 septembre 1985  | Atlantic City           | |
| Victoire | 7-0      | Lorenzo Canady          | KO   | 1 (6), 1:05   | 15 août 1985      | Atlantic City           | |
| Victoire | 6-0      | Larry Sims              | KO   | 3 (6), 2:04   | 19 juillet 1985   | Poughkeepsie            | |
| Victoire | 5-0      | John Alderson           | TKO  | 2 (6)         | 11 juillet 1985   | Atlantic City           | |
| Victoire | 4-0      | Ricardo Spain           | KO   | 1 (6), 0:39   | 20 juin 1985      | Atlantic City           | |
| Victoire | 3-0      | Don Halpin              | KO   | 4 (4)         | 23 mai 1985       | Albany                  | |
| Victoire | 2-0      | Trent Singleton         | TKO  | 1 (4)         | 10 avril 1985     | Albany                  | |
| Victoire | 1-0      | Hector Mercedes         | TKO  | 1 (4), 1:47   | 6 mars 1985       | Albany                  | Débuts professionnels de Mike Tyson. |